# Obshchina
Obshchina (em russo:  община, comuna), mir (em russo:  мир, "sociedade", entre outros significados) ou selskoye obshestvo (em russo:  сельское общество, "comunidade rural", termo oficial adotado nos séculos XXI e XX ) era um tipo de comunidade camponesa que se contrapunha aos sítios individuais ou khutors, na Rússia Imperial. O termo deriva de о́бщий, obshchiy ("comum").
A grande maioria de camponeses russos possuía a terra dentro do mir, que atuava como governo local e cooperativa. Terras aráveis eram divididas em glebas, considerando-se a fertilidade do solo e a distância da cidade. Cada família tinha o direito de reclamar uma ou mais faixas de terra dependendo do número de adultos da família. A finalidade dessa divisão não era tanto social ("a cada um segundo duas necessidades"), mas também econômica, no sentido de que cada família tivesse melhores condições de produzir e, portanto, de pagar impostos. As porções de terra eram periodicamente redivididas com base no censo, no intuito de garantir equidade na divisão das terras, e o processo de redivisão era supervisionado pelo Estado. A prática de redistribuição periódica das terras aráveis entre os camponeses da comunidade era denominada peredel (em russo:  передел, "repartição").

## História
A posse comum da terra precede o período da servidão, resistindo à emancipação e perdurando até a Revolução de 1917. Durante o período da servidão, o mir poderia abrigar servos ou camponeses livres. No primeiro caso, as terras reservadas ao uso dos servos eram destinadas ao mir por alocação do proprietário.

## Estrutura

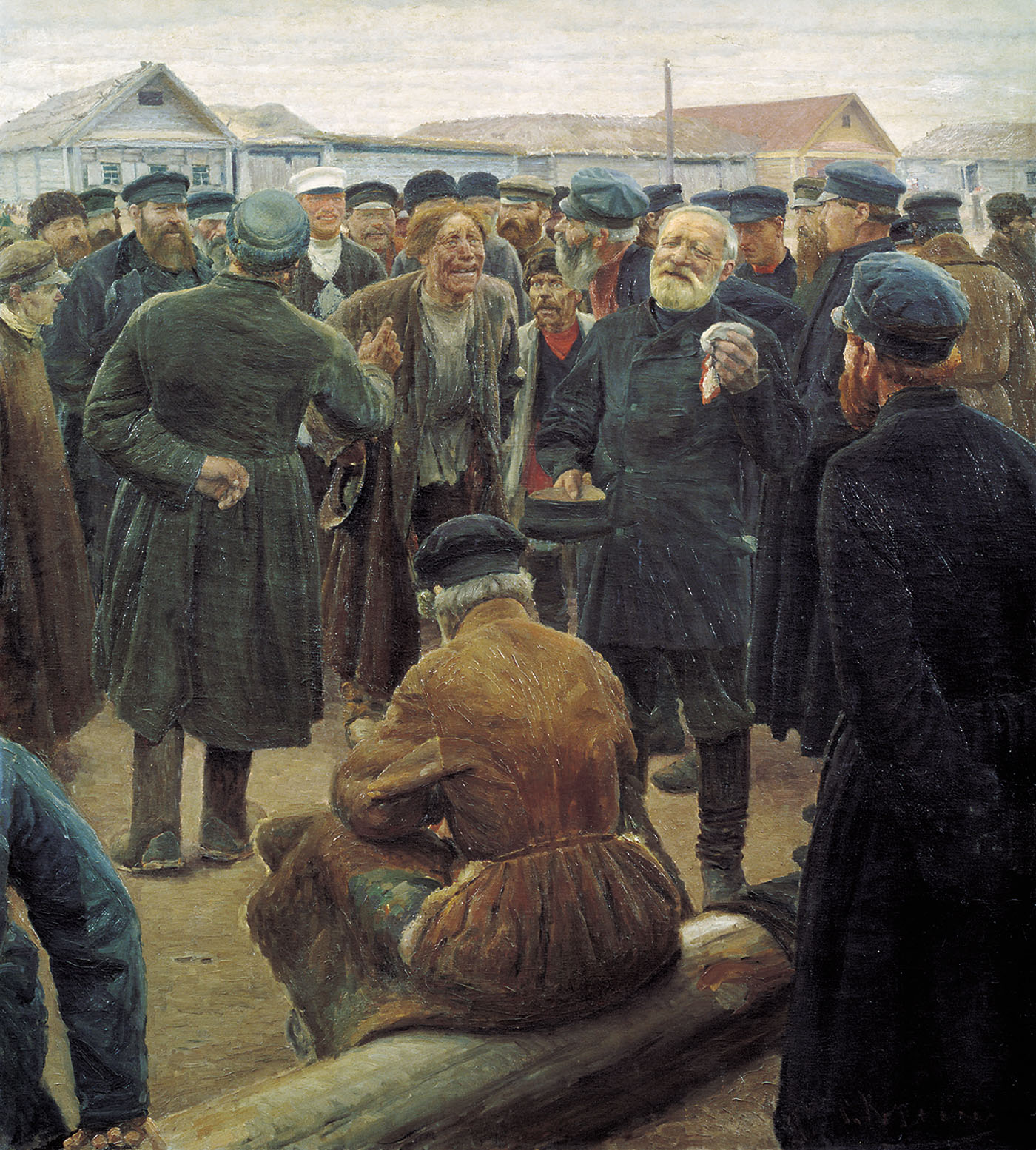
No Mir, por Sergey Korovin.

Camponeses nessas comunidades confiavam uns nos outros em tempos de necessidade. Sendo o clima da Rússia  inóspito e imprevisível, não era raro um camponês repentinamente perder toda sua colheita ou víveres. Mas, conforme as circunstâncias, um fazendeiro podia perder tudo, e seu vizinho de cerca não perder muito (ou não perder nada); por causa disso, os habitantes das vilas estabeleceram um sistema no qual  se ajudavam mutuamente, em tempos de precisão. Tal sistema também instaurou um sentido de "chão e teto" dentro da obshchina. Daqueles membros que mais prosperavam geralmente esperava-se que ajudassem os outros em épocas de necessidade, criando uma espécie de proteção. Quando uma família experimentava dificuldades, outras famílias da comunidade tinham a obrigação de ajudá-la, de modo que nenhuma família da comunidade se arruinasse.

## Estudos sobreobshchina
O mir ou obshchina se tornou um tópico da filosofia política com a publicação de livro de August von Haxthausen, em 1847. Na metade do século XIX a eslavofilia descobriu o mir. Atrelado ao nacionalismo romântico, uma forma de nacionalismo em que o Estado tem sua legitimidade política assentada na organicidade dos que o governam, os eslavófilos consideravam o mir como uma coletividade puramente russa, tão antiga quanto venerável, livre do que consideravam a herança da tradição burguesa da Europa Ocidental. Não surpreendentemente, pouco depois o mir foi usado como base de teorias idealistas eslavófilas  ligadas ao socialismo, comunalismo, terras comuns, história, progresso e sobre a natureza humana.